# Ropiczka
Ropiczka (cz. Ropička, 918 m n.p.m.) – szczyt w Beskidzie Morawsko-Śląskim, na Śląsku Cieszyńskim, w Czechach.
Leży w Paśmie Ropicy. Jest szczytem zwornikowym. Grzbiet Pasma Ropicy rozgałęzia się w nim na dwie odnogi: północną, zakończoną szczytem Goduli (738 m n.p.m.) oraz północno-zachodnią, zakończoną szczytem Praszywej (843 m n.p.m.). Ze stoków Ropiczki spływa pomiędzy nimi potok Ráztoka - jeden ze źródłowych cieków Stonawki.
Nieco na południe od szczytu, na grzbiecie na wysokości ok. 900 m n.p.m., w latach 1913–1918 funkcjonowało schronisko Polskiego Towarzystwa Turystycznego „Beskid” w Cieszynie. Aktualnie funkcjonuje tu prywatny obiekt noclegowy Ropička Residence.